# ورنجل
ورنجل رمزها «WA» (بالإنجليزية: Warangal)‏ ، هو تقسيم إداري لدولة الهند تتبع ولاية أندرا برديش (بالإنجليزية: Andhra  Pradesh)‏، مركزها هو مدينة ورنجل (بالإنجليزية: Warangal)‏ عدد سكانها حسب تعداد سنة 2001 هو 3,231,174 ، مساحتها 12,846 كم² وكثافة السكان 252 لكل كم² .